# Рисвиця
46°04′ пн. ш. 15°42′ сх. д. / 46.06° пн. ш. 15.70° сх. д.
Рисвиця (хорв. Risvica) — населений пункт у Хорватії, в Крапинсько-Загорській жупанії у складі громади Кумровець.

## Населення
Населення за даними перепису 2011 року становило 277 осіб.
Динаміка чисельності населення поселення:

## Клімат
Середня річна температура становить 9,71 °C, середня максимальна – 23,39 °C, а середня мінімальна – -6,20 °C. Середня річна кількість опадів – 1075 мм.
| Клімат поселення                              | Клімат поселення | Клімат поселення | Клімат поселення | Клімат поселення | Клімат поселення | Клімат поселення | Клімат поселення | Клімат поселення | Клімат поселення | Клімат поселення | Клімат поселення | Клімат поселення | Клімат поселення |
| Показник                                      | Січ.             | Лют.             | Бер.             | Квіт.            | Трав.            | Черв.            | Лип.             | Серп.            | Вер.             | Жовт.            | Лист.            | Груд.            |                  |
| Середній максимум, °C                         | 5,36             | 7,24             | 11,28            | 15,61            | 20,42            | 23,39            | 23,21            | 22,77            | 18,84            | 13,80            | 8,20             | 4,16             |                  |
| Середня температура, °C                       | −0,43            | 1,48             | 5,51             | 9,82             | 14,64            | 17,61            | 19,38            | 18,92            | 15,00            | 9,96             | 4,35             | 0,30             |                  |
| Середній мінімум, °C                          | −6,2             | −4,3             | −0,27            | 4,06             | 8,86             | 11,82            | 15,54            | 15,08            | 11,17            | 6,10             | 0,50             | −3,52            |                  |
| Норма опадів, мм                              | 51               | 55               | 72               | 77               | 93               | 129              | 104              | 105              | 108              | 103              | 102              | 76               |                  |
| Середньомісячна швидкість вітру, м/с          | 1.64             | 1.82             | 2.20             | 2.14             | 2.04             | 1.83             | 1.76             | 1.63             | 1.56             | 1.64             | 1.76             | 1.70             |                  |
| Середньомісячна сонячна радіація, кДж/м²·день | 4091             | 6840             | 10413            | 14765            | 18675            | 20449            | 21193            | 18608            | 13692            | 8561             | 4515             | 3237             |                  |
| --------------------------------------------- | ---------------- | ---------------- | ---------------- | ---------------- | ---------------- | ---------------- | ---------------- | ---------------- | ---------------- | ---------------- | ---------------- | ---------------- | ---------------- |
| Джерело:                                      |                  |                  |                  |                  |                  |                  |                  |                  |                  |                  |                  |                  |                  |